# Кошкин лес
Кошкин лес — лесопарк в микрорайоне Глумилино города Уфы. Находится на склоне Тужиловской горы, рядом с Тужиловкой, по Сипайловской улице. Официально площадь леса в квартале № 7 производственного участка № 1 Уфимского городского лесничества — 24 гектар, с учётом территории бывших садоводческих товариществ и гаражных кооперативов — 78 гектар.
Основные породы — дуб, клён; также встречаются липа, вяз, лещина, тополь, сосна. В лесу бьют минимум пять родников (часть из них протекает по территории бывших садов), расположены два крутых глубоких оврагов, а также выходы скальных пород. Один большой ручей (частично канализирован в бетонный коллектор) впадает в реку Уфу возле Тужиловки.

## История
Лесопарк назван по фамилии помещика из Вятской губернии Ильи Дмитриевича Кошкина, владевшим здесь землёю. Загородная двухэтажная дача Кошкина — «Кошкин Дом» — когда-то стояла в лесном массиве примерно за нынешним зданием Горсовета Уфы.

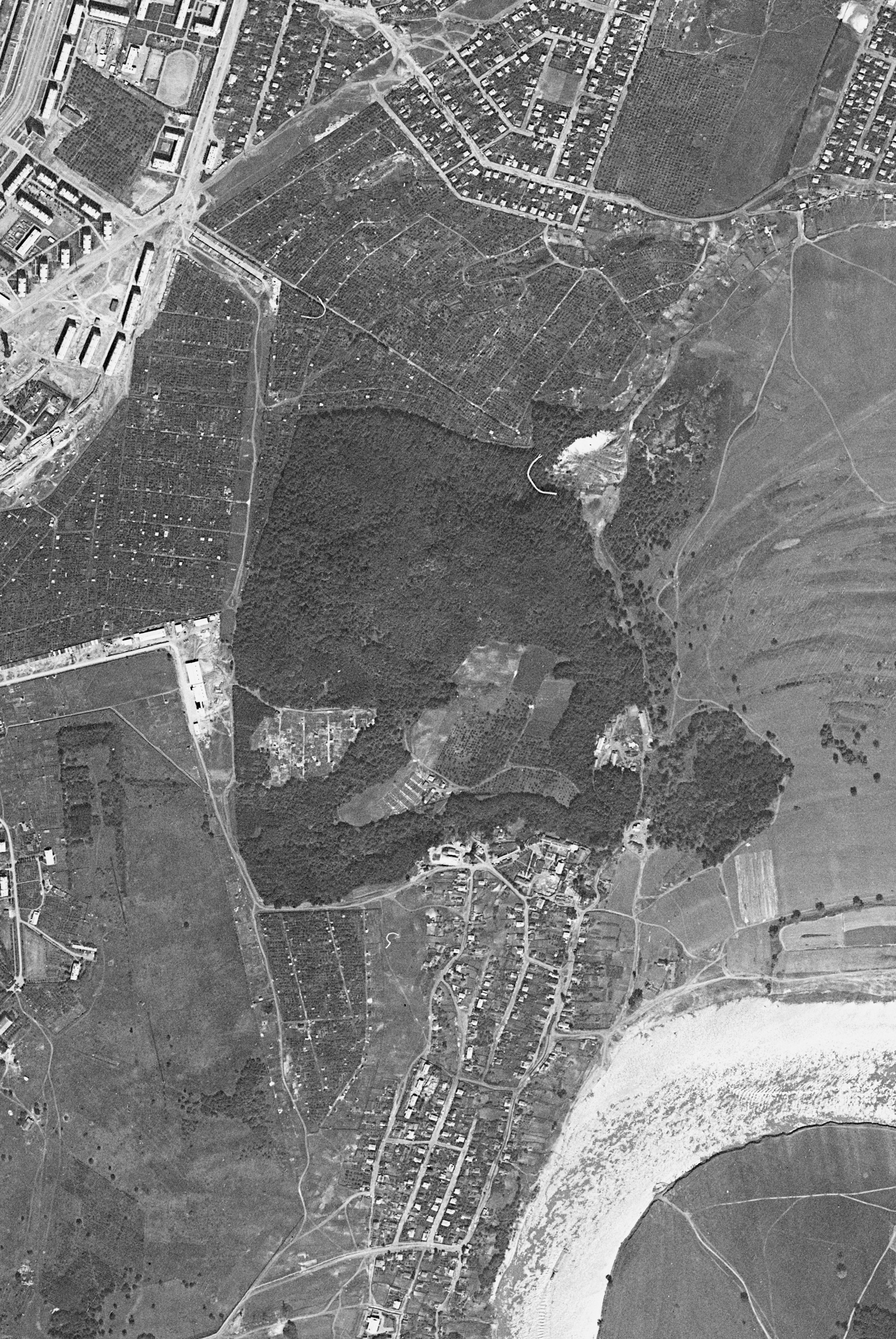
Кошкин лес в 1967 году.

В советское время часть территории была отдана под садовые товарищества, которые были заброшены в 1990-е годы.
В 1930–1940-х годах здесь были произведены сосновые лесопосадки — Кошкиным лесом занималась Башкирская лесная опытная станция.
В 1989–1990-х годах, во время фенольной катастрофы и загрязнении реки Уфы и Южного водозабора фенолом, вода в системе водоснабжения была не пригодна для питья. В связи с этим, воду брали из родников, в том числе, в Кошкином лесу.
Во время строительства Сипайловской улицы был частично срыт холм, поросший лесом, который был частью склона Тужиловской горы. Оставшаяся часть холма до сих пор покрыта лесом.
В 2010-х годах, в восточной части леса, был частично срыт склон Тужиловской горы и вырублен участок леса под строительство гипермаркета «Лента».
В 2017 году была произведена вырубка леса площадью 1,3 гектар под строительство электрической подстанции и котельного цеха.
В 2018 году в зимнее время в лес сбрасывался снег.
Лес был сильно захламлён долгое время. Территория бывших садоводческих товариществ пришла в запустение, заросла и стала местом проживания бездомных. 23 ноября 2019 года был проведён экологический субботник.

## Настоящее время
Возможное строительство жилых комплексов на территории бывших садовых товариществ вызвало общественный резонанс. Предполагается благоустройство лесопарка на площади 24 гектар, при этом, 1,78 гектара леса необходимо будет изъять для строительства уличной сети, и произвести такую же по площади лесопосадку в северной части Кошкина леса. Для продолжения строительства улицы Рудольфа Нуреева по кадастровой карте не включены 2,4 га леса.